# فانافانماهادفي
فانافانماهادفي (بالإنجليزية: Vanavanmahadevi)‏ هي قرية تقع في الهند في ضاحية ناغاباتنم.